# Денешть (комуна, Харгіта)
Денешть, Денешті (рум. Dănești) — комуна у повіті Харгіта в Румунії. До складу комуни входить єдине село Денешть.
Комуна розташована на відстані 232 км на північ від Бухареста, 16 км на північ від М'єркуря-Чука, 95 км на північ від Брашова.

## Населення
За даними перепису населення 2002 року у комуні проживали 4520 осіб.
Національний склад населення комуни:
| Національність | Кількість осіб | Відсоток |
| -------------- | -------------- | -------- |
| угорці         | 4476           | 99,0%    |
| румуни         | 26             | 0,6%     |
| цигани         | 16             | 0,4%     |
| українці       | 2              | < 0,1%   |

Рідною мовою назвали:
| Мова       | Кількість осіб | Відсоток |
| ---------- | -------------- | -------- |
| угорська   | 4482           | 99,2%    |
| румунська  | 27             | 0,6%     |
| циганська  | 9              | 0,2%     |
| українська | 2              | < 0,1%   |

Склад населення комуни за віросповіданням:
| Релігія        | Кількість осіб | Відсоток |
| -------------- | -------------- | -------- |
| римо-католики  | 4457           | 98,6%    |
| реформати      | 23             | 0,5%     |
| православні    | 19             | 0,4%     |
| адвентисти     | 9              | 0,2%     |
| унітарії       | 3              | 0,1%     |
| греко-католики | 2              | < 0,1%   |

## Зовнішні посилання
- Дані про комуну Денешть на сайті Ghidul Primăriilor [Архівовано 12 січня 2010 у Wayback Machine.]